# Le Mur des lamentations
Le Mur des lamentations est un tableau réalisé par le peintre soviétique Marc Chagall en 1932. Cette huile sur toile représente le mur des Lamentations à Jérusalem. Elle est conservée au musée des beaux-arts de Tel Aviv, à Tel Aviv-Jaffa.